# Plan R 4
Der Begriff Plan R 4 bezeichnet einen Plan der Alliierten zur Invasion des neutralen Staates Norwegen während des Zweiten Weltkrieges. Der Plan sah die Invasion Norwegens im Falle eines deutschen Angriffs vor, der von den Alliierten als Reaktion auf die Operation Wilfred eingeplant war. Diese Operation Wilfred sah die Verminung von norwegischen Küstengewässern vor, um ein deutsches Eingreifen zu provozieren, da das Deutsche Reich auf den reibungslosen Seetransport in diesen Gewässern angewiesen war.

## Vorangegangene Planungen
Ähnliche Pläne hatten Briten und Franzosen schon während des finnisch-sowjetischen Winterkrieges vorbereitet (Operation Stratford). Ziel dieser Pläne war die Unterstützung Finnlands, beispielsweise durch Einsatz britischer Seestreitkräfte in schwedischen und norwegischen Gewässern. Als weitere Konsequenz wäre das Deutsche Reich von der kriegswichtigen Versorgung mit Eisenerz aus dem schwedischen Kiruna abgeschnitten. Hierfür war insbesondere die Besetzung des norwegischen Hafens Narvik, dem Endpunkt und Verladehafen der schwedischen Erzbahn, strategisch wichtig. Auch hätte die Besetzung Norwegens den Briten die Sperrung des nördlichen Nordseezugangs ermöglicht sowie eine operative Basis für Luftangriffe gegen Deutschland ermöglicht. Vorbereitungen zur deutschen Besetzung Dänemarks und Norwegens war die strategische Reaktion des Deutschen Reiches auf diese Planungen, von denen die deutsche Seite aufgrund Interpretation der diplomatischen Vorgänge zwischen den alliierten und den skandinavischen Ländern, Ergebnissen der Luftaufklärung und von abgehörten Funkgesprächen Kenntnis hatte.

## Ausführung
Nachdem die deutschen Planungen unter dem Eindruck des Friedensvertrags von Moskau am 13. März 1940 zunächst unterbrochen worden waren, nahm das deutsche Oberkommando die Vorbereitungen zur Besetzung Norwegens und Dänemarks im Rahmen des Unternehmens Weserübung gegen Monatsende wieder auf. Die Entscheidung für den Beginn dieser Unternehmung fällte Adolf Hitler am 1. April, nachdem er in einem Lagevortrag darüber unterrichtet worden war, dass die Wettersituation – insbesondere der Eisgang in der Ostsee – ein Auslaufen der Seestreitkräfte und einen Einsatz der Luftstreitkräfte zulassen würde. Er bestimmte den 9. April, 5:15 Uhr als Startzeitpunkt für Weserübung. Erste Versorgungsschiffe legten am 3. April ab, gefolgt von größeren Einheiten, die die Häfen am 6. April verließen. Während die ersten deutschen Schiffe bereits in See waren, einigte sich auch die alliierte Seite darauf, die zuvor verschobene Operation Wilfred und den Plan R 4 auszulösen. Zunächst sollten die Unternehmungen im Zusammenhang mit der Operation Royal Marine – der Verminung des Rheins – zusammengefasst ausgeführt werden, was auf Drängen Frankreichs wieder aufgegeben wurde. Als am 8. April die ersten Minen gelegt wurden, war Weserübung bereits in vollem Gange, die deutschen Invasionsgruppen trafen teilweise auf Streitkräfte der alliierten Minenlegeaktion, was zur Versenkung des britischen Zerstörers Glowworm führte. Unter dem Eindruck der nunmehr geänderten Lage wurden die Minenoperationen abgebrochen und Plan R 4 aufgegeben. Am 9. April kapitulierte Dänemark nach wenigen Stunden. In der Schlacht um Narvik kam es zu deutsch-britisch-norwegischen Seegefechten, danach zu wochenlangen Kämpfen an Land, bis sich die Alliierten angesichts der Niederlage Frankreichs im Westfeldzug am 8. Juni 1940 aus Norwegen zurückzogen.